# Salli Richardson

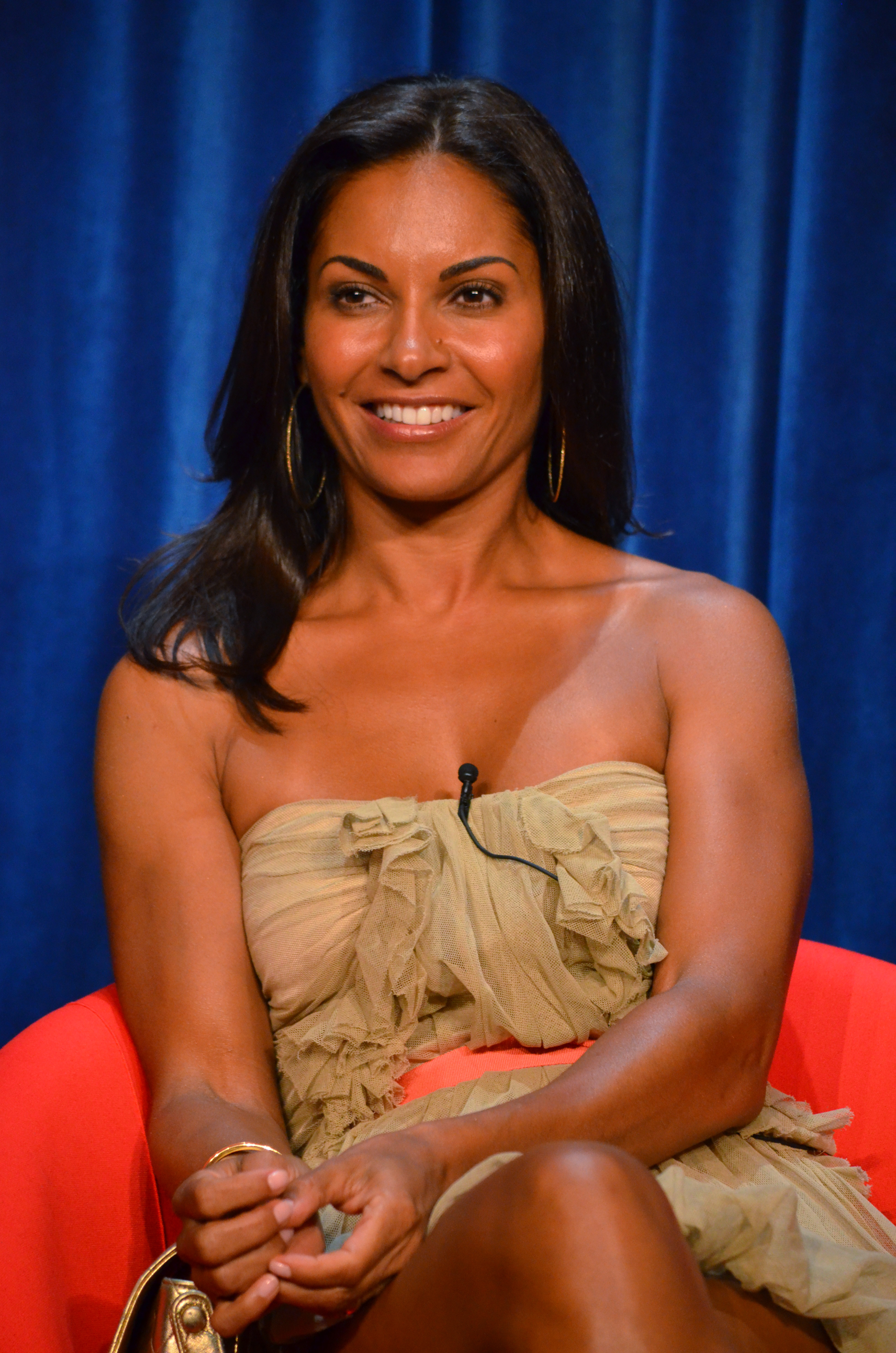
Salli Richardson-Whitfield (2012)

Salli Elise Richardson-Whitfield (* 23. November 1967 in Chicago, Illinois als Salli Elise Richardson) ist eine US-amerikanische Schauspielerin und Regisseurin.

## Privatleben
Die Mutter der Schauspielerin ist afroamerikanisch-indianischer Abstammung, die Vorfahren ihres an der University of Chicago tätigen Vaters kamen aus Italien und Irland. Richardson wuchs in Chicago auf, wo sie in einem Theater auftrat.
Richardson ist seit dem Jahr 2002 mit dem Schauspieler Dondre Whitfield verheiratet. Mit ihm und der gemeinsamen Tochter lebt sie in Los Angeles.

## Karriere

### Film
Ihre erste Filmrolle spielte sie im Drama Up Against the Wall aus dem Jahr 1991. Im Western Posse – Die Rache des Jessie Lee (1993) war sie an der Seite von Mario van Peebles, Stephen Baldwin und Billy Zane zu sehen. Im Thriller Sioux City – Amulett der Rache (1994) spielte sie neben Lou Diamond Phillips eine der größeren Rollen. In der Komödie I Spy Returns (1994) spielte sie neben den Hauptdarstellern Bill Cosby und Robert Culp eine Agentin im Außeneinsatz. Eine größere Rolle spielte sie ebenfalls – an der Seite von Keenen Ivory Wayans und Jada Pinkett Smith – in der Actionkomödie A Low Down Dirty Shame aus dem gleichen Jahr.
Im Fernsehdrama True Women (1997) trat Richardson an der Seite von Annabeth Gish, Angelina Jolie und Rachael Leigh Cook auf. Im Filmdrama Antwone Fisher (2002) spielte sie neben Denzel Washington und Derek Luke. Im SF-Filmdrama I Am Legend (2007) übernahm sie eine größere Rolle an der Seite von Will Smith. 2010 spielte sie in I Will Follow sowie 2012 in We the Party.

### Fernsehen
1994 bis 1996 und 1998 war sie Sprecherin in der Animationsserie Gargoyles – Auf den Schwingen der Gerechtigkeit. Gastauftritte hatte Salli Richardson unter anderem in den Fernsehserien Star Trek: Deep Space Nine (1993), Stargate – Kommando SG-1 (1997), Pretender (1998), CSI: Miami (2003), New York Cops – NYPD Blue (2004), Dr. House (2005), Missing – Verzweifelt gesucht (2005), Bones – Die Knochenjägerin (2006) und Criminal Minds (2009).
Von 2006 bis 2012 spielte Richardson in der Stammbesetzung der US-amerikanischen Fernsehserie Eureka – Die geheime Stadt die Rolle der Dr. Allison Blake. Von 2015 bis 2017 war sie als Maggie Baptiste in der Serie Stitchers Teil der Hauptbesetzung.
Seit 2011 ist Richardson-Whitfield als Regisseurin tätig und war an rund 30 Fernsehserien beteiligt. 2019 wurde sie für ihre Regiearbeit an einer Folge von Black-ish mit dem Black Reel Award ausgezeichnet.

## Filmografie (Auswahl)
- 1991: Up Against the Wall
- 1992: Zauberhafte Zeiten (Prelude to a Kiss)
- 1992: Meh’ Geld (Mo’ Money)
- 1992: How U Like Me Now
- 1993: Posse – Die Rache des Jessie Lee (Posse)
- 1993: Star Trek: Deep Space Nine (Fernsehserie, Folge 2x09 Rätselhafte Fenna)
- 1994: Sioux City – Amulett der Rache (Sioux City)
- 1994: Mister Cool (A Low Down Dirty Shame)
- 1994: Bill Cosby & Co. – Die Rückkehr der Superspione (I Spy Returns, Fernsehfilm)
- 1994–1996: Gargoyles – Auf den Schwingen der Gerechtigkeit (Gargoyles, Fernsehserie, 60 Folgen, Stimme)
- 1995: Once Upon a Time... When We Were Colored
- 1996: Soul of the Game (Fernsehfilm)
- 1996: Great White Hype – Eine K.O.Mödie (The Great White Hype)
- 1996–1997: Gargoyles – The Goliath Chronicles (Fernsehserie, 11 Folgen, Stimme)
- 1997: Western Ladies – Ihr Leben ist die Hölle (True Women)
- 1997: Stargate – Kommando SG-1 (Stargate SG-1, Fernsehserie, Folge 1x12)
- 1998: Tod eines Showgirls (Butter)
- 1998: Pretender (Fernsehserie, Folge 2x11)
- 1998–1999: Mercy Point (Fernsehserie, 8 Folgen)
- 1999: Lillie
- 2002: Book of Love
- 2002: Antwone Fisher
- 2003: Biker Boyz
- 2004: Anacondas: Die Jagd nach der Blut-Orchidee (Anacondas: The Hunt for the Blood Orchid)
- 2005: Dr. House (House, Episode 1x12)
- 2006–2012: Eureka – Die geheime Stadt (Eureka, Fernsehserie, 77 Folgen)
- 2007: I Am Legend
- 2009: Black Dynamite
- 2009: Criminal Minds (Fernsehserie, 2 Folgen)
- 2009: Pastor Brown
- 2011: I Will Follow
- 2012: The Finder (Fernsehserie, Folge 1x08 Leben nach dem Tod)
- 2012–2013: The Newsroom (Fernsehserie, 3 Folgen)
- 2013–2015: Navy CIS (NCIS, Fernsehserie, 3 Folgen)
- 2014: Castle (Fernsehserie, Folge 6x19 Der Zweck heiligt die Mittel)
- 2015–2017: Stitchers (Fernsehserie, 31 Folgen)
- 2018–2019: Dear White People (Fernsehserie, Regie, 2 Folgen)
- 2019: Black-ish (Fernsehserie, Folge 5x10 Black Like Us)
- 2019: Treadstone (Fernsehserie, Regie, 2 Folgen)
- 2022: The Gilded Age (Fernsehserie, Regie)

## Nominierungen
- 2011: NAACP-Image-Award-Nominierung als Beste Schauspielerin in einer Comedyserie für Eureka – Die geheime Stadt.
- 2014: Black-Reel-Award-Nominierung als Beste Schauspielerin in einem Fernsehfilm oder einer Miniserie für Pastor Brown.[5]